# トーマス・ナスト
トーマス・ナスト（Thomas Nast、1840年9月27日 - 1902年12月7日）はドイツ系アメリカ人の風刺画家、政治漫画家で、「アメリカ漫画の父」とされる人物である。民主党の下院議員ウィリアム・ツイードやタマニー・ホールなど民主党の集票組織（「マシーン」）は彼の風刺画に悩まされた。ナストが創作したことで有名なのは、現代的なサンタクロース像（ドイツの伝統的なサンタクロース像であるミラのニコラオスやヴァイナハツマンをベースにしている）や共和党の政治シンボルであるゾウなどである。俗説に反して、アンクル・サムやコロンビア、民主党のロバは彼が生み出したわけではない。とはいえ、これらのシンボルはナストの作品を通じて普及したことに違いはない。1859年から1860年、1862年から1886年に雑誌ハーパーズ・ウィークリーに携わった。
アルバート・ボイムはこう言っている。
政治漫画家として、トーマス・ナストは19世紀のどの画家よりも大きな影響力を持っていた。大胆さとウィットで多くの読者の心を奪っただけでなく、視覚に訴える力強いイマジネーションでもってそれを見るものの心を繰り返し自分の政治的立場のほうへ揺さぶった。リンカーンとグラントは彼を味方につけたときの影響力をわかっていたし、市政を救う改革者としてニューヨーク市から何百ドルもだまし取った汚職政治家ツイードの一味を破滅させるのにも貢献した。いやまったく、アメリカの一般社会に与える彼の影響力は恐ろしいほど大きかった。1864年から1884年に行われた大統領選挙においてその結果に常に深い影響を及ぼすほどでほどであった。

## 生い立ちと教育
ドイツ、ランダウ（現在のラインラント＝プファルツ州）でアポロニア・アブリス とヨーゼフ・トマス・ナストの夫婦の末っ子として生まれた。彼にはアンディーという姉がいたほか、2人の兄がいたがナストが生まれる前に亡くなっている。バイエルンの第9連隊吹奏楽団のトロンボーン奏者である父親は、バイエルン政府とは相容れないという政治的信念を持っていた。そのため1846年にナストの父はランダウを離れ、フランスの軍艦やアメリカの船の乗組員となった。父は妻と子どもをニューヨークに送り、1850年の終わりには家族に合流した。
ナストは6歳から14歳までニューヨークの学校に通った。学業は苦手だったが、絵を描くことへの情熱は幼いころからわかりやすいほどだった。1854年、アルフレッド・フレデリックスとセオドア・カウフマンのもとで1年間勉強し、その後ナショナル・アカデミー・オブ・デザインに入学した。1856年、フランク・レスリーのイラスト入り新聞でドラフトマンとして働き始めた。彼の絵は1859年3月19日のハーパーズ・ウィークリーに初めて掲載された。これは警察の腐敗を暴露するもので、彼はこのとき18歳だった。

## 経歴

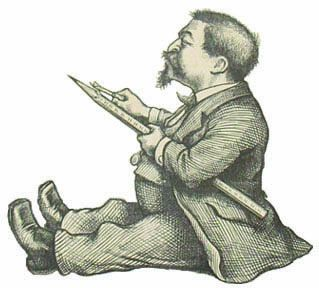
自画像

1860年2月、ニューヨーク・イラストレイテド・ニュースの仕事でイギリスに行き、当時からメジャーなスポーツの1つであったボクシングの試合を描いた（アメリカのジョン・Ｃ・ヒーナンとイギリスのトーマス・セイヤーズの懸賞金つきの試合で、スピリット・オブ・タイム誌の出版人であるジョージ・ウィルクスがスポンサーだった）。その数か月後には、イラストレイテド・ロンドン・ニュースの仕事でイタリアのガリバルディと仲間になった。イタリア統一のためのガリバルディの軍事活動についての漫画や記事はアメリカの大衆の想像力を刺激した。1861年2月にはニューヨークへ戻った。その年の9月に、2年前に出会ったサラ・エドワーズと結婚した。
再び一時的にFrank Leslie's Illustrated Newsで働くため、ニューヨーク・イラストレイテド・ニュースを離れた。1862年、ハーパーズ・ウィークリーの専従イラストレーターとなった。ハーパーズで仕事をはじめて最初の一年で、読者の感情に訴える作品を描くことで有名になった。例としては『クリスマスイブ』（1862年）がある。これは対になった花輪の一方に祈っている兵士の妻と眠る子どもを描き、もう1つの花輪の中にキャンプファイヤーのそばに座って、愛する人の小さい写真を眺める兵士を描いたものだ。彼の最も有名な漫画は、南北戦争に反対した北部の人々に向けられた「南部への妥協」（1864年）であった。ナストはまた、境界州や南部州での戦場を描くことで知られていた。これらは大きな注目を集め、ナストはリンカーンに「我らが最高の募兵担当官」("our best recruiting sergeant"）と称された。
南北戦争後、アンドリュー・ジョンソンのレコンストラクション政策に強く反対し、"Nast's great beginning in the field of caricature"と銘打った一連の厳しい漫画でジョンソンを描いた。

### スタイルとテーマ

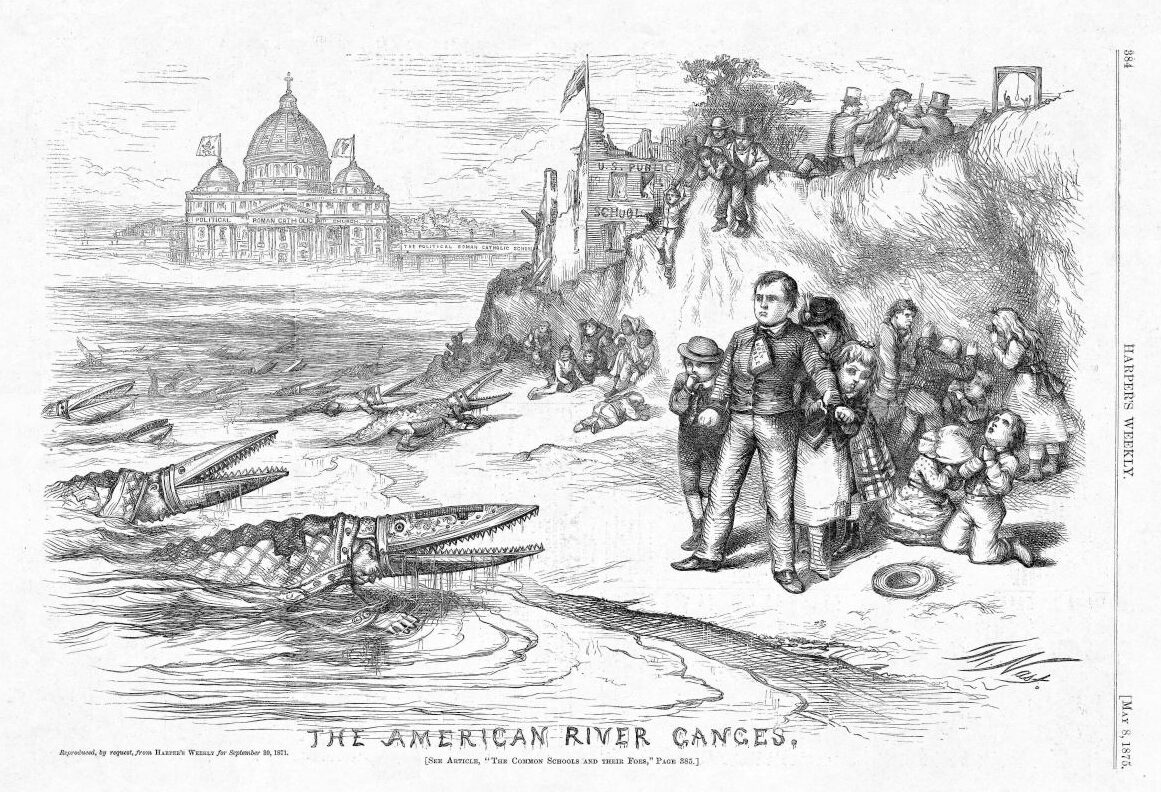
『アメリカン・リバー・ギャング』(The American River Ganges)　クロコダイルに見立てられたカトリックの司教が公立学校の生徒を襲っているが、ウィリアム・“ボス”・ツイードは見て見ぬふりをしている（ハーパーズ・ウィークリー、1871年9月30日）

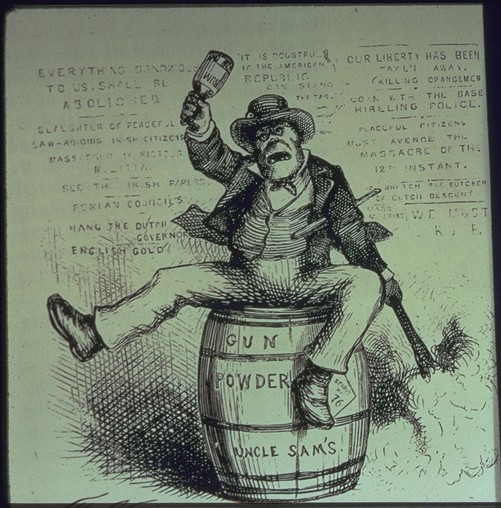
『アイルランド人の日常生活』(The Usual Irish Way of Doing Things)　酔って火薬樽に火をつけているアイルランド人（ハーパーズ・ウィークリー 1871年9月2日

ナストの作品は、メインとなる漫画に入り組んだサブストーリーをもたせる補足説明や「こま」が描かれていることが多かった。日曜版の特集記事は単に娯楽を提供するだけでなく、社会的大義も前面に押し出された。1870年以降のナストは、柱となるイメージの力強さが際立つ、よりシンプルな漫画の構成を好んだ。ナストの似顔絵は写真をベースに描かれていた。
キャリアの早い段階では、職員の彫版工により刻まれる木ブロックに色調のレンダリングを描くために、印刷用ブロックにブラシや水墨画の技術を用いた。ナストの成熟したスタイルを特徴づけた大胆なクロスハッチングは、1869年6月26日の漫画から始まった手法の変化から生じた。ナストは自分の書いた線により彫版工が進められるように鉛筆を使い木ブロックに描いた。この変化はイギリスのイラストレーター、ジョン・テニエルの作品の影響を受けたものであった。
ナストが繰り返し描いたテーマは、人種差別主義と反カトリックである。ナストはランダウのサンクト・マリア・カトリック教会でカトリックの洗礼を受け、ニューヨークで一時カトリックの教育を受けていた。いつナストがプロテスタンティズムに改宗したのかははっきりしないが、1861年の結婚の時に起きた可能性が高い（家族はモリスタウンのサン・ピエトロで監督教会員を実践していた）。カトリック教会がアメリカの価値観に脅威であると考えていた。ナストの伝記を書いたFiona Deans Halloranによると、ナストは「カトリックの考えが公の教育に浸食していくことに強く反対していた」と述べている。タマニー・ホールが教区のカトリックの学校を援助する新たな税金を提案したとき、怒りを覚えた。残忍な1871年の漫画"The American River Ganges"で、ローマの指導を受けたカトリックの司教をアメリカの学校の子供たちを攻撃するワニとして描き、アイルランドの政治家は子どもたちが逃げるのを妨げている。民主政治への恐怖としての宗教教育に対する国民の支持を描いた。ローマにおける権威主義的な教皇制、無知のアイルランド系アメリカ人、タマニー・ホールの腐敗した政治家たちが作品中で目立つ存在となっている。宗教と民族の相違を緩和する無宗派の公教育を支持した。しかし、1871年にナストとHarper's Weeklyは共和党が支配するロングアイランドの教育委員会を支援し、ジェームス王訳聖書の教えを聞くように学生に要求している。自身の教育漫画は、共和主義者や無所属者の間で反カトリック・反アイリッシュの熱狂を呼び起こそうとした。
ナストは彼らを暴力的な酔っ払いと描くことで反アイリッシュの感情を表現した。アイルランド人を集団暴行、マシーン政治、政界のボスによる移民の搾取の象徴としてアイルランド人を使った。ナストがアイルランド人の暴力を強調するのには、若いころに目撃したシーンによるものであるかもしれない。子どもの頃は体が小さく、いじめを経験した。育った地域では、アイルランド人の黒人アメリカ人に対する暴力が日常的に行われていた。
1863年、ニューヨーク徴兵暴動でアイルランドからの移民で主に構成された集団が黒人の孤児院を全焼させるのを目撃している。これらの経験は彼の黒人アメリカ人への同情と、「残忍で制御不能なアイルランドの凶悪犯と近くしたものに対する反感」を説明できるかもしれない。
彼の政治漫画は、通常は、アメリカのインディアンや中国系アメリカ人を支持していた。奴隷制の廃止を主張し、人種差別に反対し、クー・クラックス・クランによる暴力を嘆いていた。彼の有名な漫画の1つ『奴隷より悪い』は放火され破壊された校舎から死んだ子を抱え落胆する黒人家族と、南部のレコンストラクション時の準軍事的反乱集団であるクー・クラックス・クランとホワイトリーグの2人が黒人アメリカ人に対する相互破壊的な仕事で手を組んでいる様子が描かれている。
ナストは少数派を擁護していたにもかかわらず、Morton Kellerはナストは後期に「黒人への人種差別のステレオタイプが現れ始め、それはアイルランド人に対するものに匹敵した」と書いている。
政治的目的のためにシェイクスピアからの場面を現代化する手法をアメリカの漫画に導入した。

### ツイード・リングへの反対運動
ナストの絵はタマニー・ホールの強力なリーダーであるボス・ツイードの失脚を早めた。ニューヨーク市の公共事業の長官として、ツイードは1870年までに市の行政を完全に支配し、「州議会で働く大多数」をコントロールした。ツイードとその同僚Peter Barr Sweeny（公園監督者）、Richard B. Connolly（公共支出の管理人）、市長のA. Oakey Hallは、その輪に繋がっている業者に払った費用を大幅に水増しし、数百万ドルの金を横領した。ナストは、タマニーの腐敗を攻撃する漫画を1867年より時々出していたが、1870年、特に1871年に4人の主要人物に的を絞った。
ツイードはナストの活動を恐れ、10万ドルの賄賂を渡すための密使を送った。そのお金はナストがヨーロッパで芸術を学ぶことができるために裕福な後援者の集団からの贈り物としていた。興味があるのを装いさらに多い金額を交渉した後、50万ドルまで吊り上げたがこの申し出を断りこう言った「自分はそれをしようとは思わない。そんなに前からではないが、それらの何人かを鉄格子の中に入れてやろうと決断しました」。ナストはハーパーズの誌上で攻撃を行い、ツイードの輪は1871年11月7日の選挙で権力からは取り除かれた。ツイードは1873年に逮捕され、詐欺の有罪判決を受けた。ツイードが1875年12月にキューバへ逃げ、さらにそこからスペインへ逃げ処罰を回避しようとした際には、ビーゴの役人たちはナストの漫画の1つを使って逃亡したツイードを特定することができた。

### 党略
Harper's Weeklyとナストは1864年のリンカーン、1868年、1872年のグラントの選挙で大きな役割を果たした。1864年9月、自身を「平和な候補者」と称する対立候補民主党候補ジョージ・マクレランがいる中で再選への運動をしているとき、Harper's Weeklyはナストの漫画『南部との妥協 - シカゴの大会に捧ぐ』（"Compromise with the South - Dedicated to the Chicago Convention"）を発表し、マクレランの南部びいきの平和政綱を批判した。これは何百万部が作られ全国に配布され、ナストは後に、リンカーンの運動が厳しい時に援助をすると信じられるようになった。1868年の大統領選挙で重要な役割を果たし、ユリシーズ・グラントはこの勝利を「シェリダンの剣とトーマス・ナストの鉛筆」によるものとした。1872年の大統領選挙では、候補者ホレス・グレーリーに対するナストのあざけりは特に無慈悲であった。1872年にグラントが勝った後、マーク・トウェインはナストに次のように書いた手紙を送っている。「ナスト、あなたはグラント、むしろ文明や進歩に、驚くべき勝利をもたらした人のだれよりも優れている」ナストはグラント大統領と近しい友人になり、2人の家族はグラントが亡くなる1885年まで定期的に食事会を行っていた。
ナストと妻は1872年にニュージャージー州モリスタウンに移住し、そこで最終的には5人になる家族を育てた。1873年には講師や写生画家としてアメリカを周った。講演で周ったことにより裕福になった。何年もの間しっかりした共和党員であった。有名なrag-babyの漫画で通貨のインフレに反対し、1876年のラザフォード・ヘイズの大統領選挙を保証する上で重要な役割を果たした。ヘイズは後に「ナストは『自身が持っていた最も強力な唯一の援助』」と述べたが、ナストが反対していた南部和解の政策を支持したため、ナストはすぐに幻滅した。
1877年にWeekly'sの発行者フレッチャー・ハーパーが死去すると、ナストの編集者のジョージ・ウィリアム・カーチスとの関係が変化した。ナストの漫画の出る頻度が減り、ヘイズや彼の政策を批判する自由を与えられなかった。1860年代後半のはじめ、ナストとカーチスは政治問題、特に政治論における漫画の役割について頻繁に意見を異とした。カーチスは風刺画の強力な武器は野党の「クー・クルックス・デモクラシー」のために確保すべきであると信じ、グラント政権の政策に反対するカール・シュルツやチャールズ・サムナーなどの共和党員を攻撃するナストの漫画を承認しなかった。ナストはカーチスにこう言っている「人がペンで人を攻撃するとき、まるでその行為を謝罪しているように見える。私は目の間の敵を撃ち、ノックダウンしようとします」。フレッチャー・ハーパーはカーチスとの論争において一貫してナストを支持した。フレッチャーの死後、甥のジョセフ・Ｗ・ハーパー・ジュニアとジョン・ヘンリー・ハーパーが雑誌の管理を引き継いだが、彼らはカーティスの編集の立場に反する漫画を拒否するという主張に対しより同情的であった。
1877年から1884年の間でHarper'sにナストの作品は単発的にしか登場せず、Harper'sはウィリアム・アレン・ロジャースの比較的穏やかな政治漫画を出版し始めた。ナストの影響力の範囲は縮小していたが、この時から彼の親中国系移民の絵は数十にのぼり、その多くでアイルランド人を煽動者としていた。中国人排斥法を支持した上院議員のジェームス・Ｇ・ブレインを非難し、ツイードに対したのと同じ熱量でブレインを描いた。アメリカにおける中国人の運動を取り上げた少ない新聞画家の1人であった。

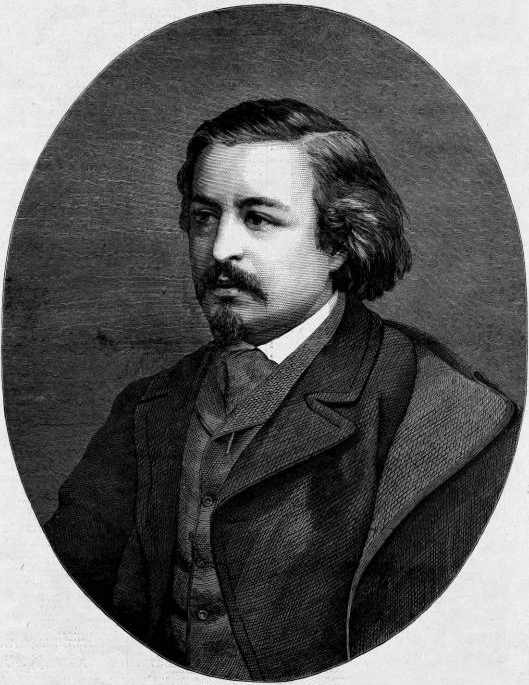
Harpers Weeklyに載ったトーマス・ナストの肖像画（1867年）

1880年の大統領選挙では、ガーフィールドがCrédit Mobilierのスキャンダルに関わっていたため、共和党候補の彼を支持することができないと感じたが、民主党候補のウィンフィールド・スコット・ハンコックとは個人的な友人であり、連合軍の誠実さは尊敬されるものだったので攻撃することを望まなかった。結果的にHalloranによると「ナストの1880年の選挙活動での論評は熱意を欠いている」とした。1883年3月末から1884年3月1日まで、病気であったのもありHarper'sに漫画を提出しなかった。
1884年、カーチスとナストは、各々が腐敗していると知覚していたスポイルズ・システムや高い関税を支持者である共和党候補のジェイムズ・G・ブレインを応援しないことで同意した。代わりに、政府官庁の改革の政綱を持つ民主党候補のグロバー・クリーブランドを支持しマグワンプとなった。ナストの漫画はクリーブランドが1856年以来の民主党の大統領になる助けとなった。ナストの孫、トーマス・ナスト・セント・ヒルが語るところによると、「ナストの支持が少しばかりクリーブランドが選出されるのに貢献したと一般的に認められているが、これが実際にはナストが『大統領を作った』最後の国家政治での運動である」
Harper's Weeklyの在任は1886年12月のクリスマスのイラストで終了した。ジャーナリストのヘンリー・ウォターソンによると、「Harper's Weeklyを辞めるにあたり、フォーラムを失った。Harper's Weeklyは彼を失うことで政治的な重要性を失った」。Fiona Deans Halloranは「前者はある程度真実であるが後者はおそらく違う」と言っている。
詐欺師フェルディナンド・ワードが経営していた銀行及び証券会社に投資をし、1884年に財産の大部分を失った。収入が必要になったため、1884年と1887年に再び講義で全国を周った。これらは成功に終わったが、1873年に行ったときよりは報酬は少なくなっていた。

### Harper's Weekly引退後
1890年にThomas Nast's Christmas Drawings for the Human Raceを出版した。様々な刊行物、特にIllustrated Americanに漫画を寄稿したが、以前ほどの人気を取り戻すことはできなかった。ナストの漫画の手法は時代遅れとみなされ、ジョセフ・ケプラーの作品に見られるくだけたスタイルが流行した。1870年代から続いていた手の痛みを含む健康上の問題は、働く能力に影響を与えていた。
1892年、雑誌New York Gazetteの経営権を得て、Nast's Weeklyと名前を変えた。その後共和党支持に戻り、Weeklyをベンジャミン・ハリソン大統領を支持する漫画を載せる媒体として用いた。この雑誌は影響力がほとんどなく、創刊して7か月後、ハリソンが選挙に敗れてすぐに廃刊となった。
Nast's Weeklyが失敗したことにより財源はほとんどなくなった。油絵の依頼をいくつか貰い本のイラストを描いた。1902年、国務省の仕事を応募し西欧で領事の地位を確保することを望んでいた。そのような地位は手に入れられなかったが、セオドア・ルーズベルト大統領はナストのファンであり、南米のエクアドルのグアヤキルのアメリカ領事に任命している。1902年7月1日にその地位を受理し、エクアドルへ行った。その後黄熱病が発生した時にも仕事を続けており、数多くの外交使節や企業が伝染病から逃れるのを助けた。ナストもその病気にかかりその年の12月7日に死去した。遺体はアメリカに戻り、ニューヨークのブロンクスにあるウッドローン墓地に埋葬されている。

## 残したもの

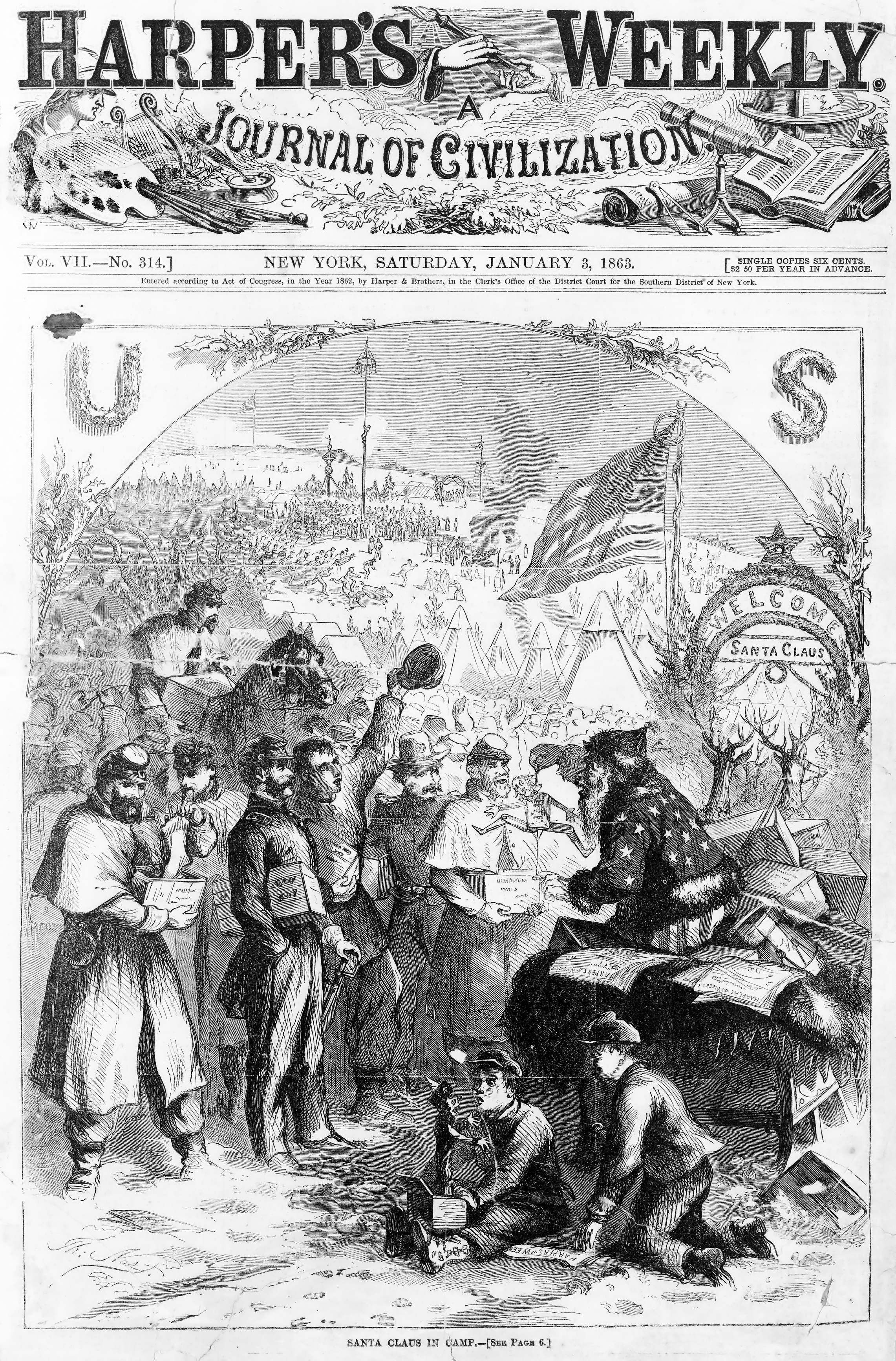
Harper's Weeklyの1863年1月3日の表紙にあるナストの描いたサンタクロース

ナストがサンタクロースやアンクルサムのような象徴的なキャラクターを描いたものは、現在用いられるポピュラーな絵の基礎を形成するものとして広く認められている。
- 共和党のゾウ[56]
- 民主党のロバ（1837年にすでにロバと民主党は関連させられているが、ナストはこの表現を大衆化した[57]）
- タマニー・ホールのトラ（ボス・ツイードの政治マシーンの象徴）
- コロンビア（アメリカ人の優雅なイメージを女性に擬人化したもの。普通はガウンやティアラを流し、虐げられた人々を守るための剣を持っている）
- アンクル・サム（アメリカの擬人化でひょろっとしたおじのような姿）(最初のものは1830年代に描かれたが、ナストとジョン・テニエルがヤギ髭を付け加えた）
- John Confucius（John Chinamanの1つ。中国移民を表す伝統的な風刺画）
- The Fight at Dame Europa's School（1871年）
- Peace In Union（1865年4月のアポマトックス裁判所でロバート・リー将軍がグラント将軍に降参するところを描いた9x12インチの油絵）これは1894年にHerman Kohlsaatに依頼されたものである。1895年に完成し、イリノイ州ガリーナの市民に対して贈られた。

2011年12月、ナストをニュージャージー州ホール・オブ・フェイムに入れる提案がされたが、2012年に論争を起こした。ウォール・ストリート・ジャーナルは、アイルランド人のステレオタイプの漫画により、ナストの作品についていくつかの異議が唱えられたと報道している。例えば"The Usual Irish Way of Doing Things"ではアイルランド人を人間以下で酔っ払いで暴力的なものと描いている。

### トーマス・ナストアワード
トーマス・ナストアワードは1968年より毎年海外記者クラブにより「国際問題に関する最も優れた漫画」の編集漫画家に贈られる賞である。

### トーマス・ナストプライズ
編集漫画のトーマス・ナストプライズは1978年からトーマス・ナスト財団（ナストの生誕地であるドイツのランダウにある）により授与されている。この賞は定期的に1人のドイツの漫画家と1人の北アメリカの漫画家に授与される。受賞者には1300ユーロ、ランダウへの旅行、トーマス・ナストメダルが授与される。アメリカの諮問委員会にはテキサス州フォートワースのナストの子孫トーマス・ナスト3世が入っている。

### "Nasty"
広く知られた都市伝説に"nasty"という単語はトーマス・ナストの姓に由来しているというものがある（漫画の色調による）。実際には"nasty"という単語はナストが生まれる数百年も前の古フランス語とオランダ語を起源としている。

## 参考文献

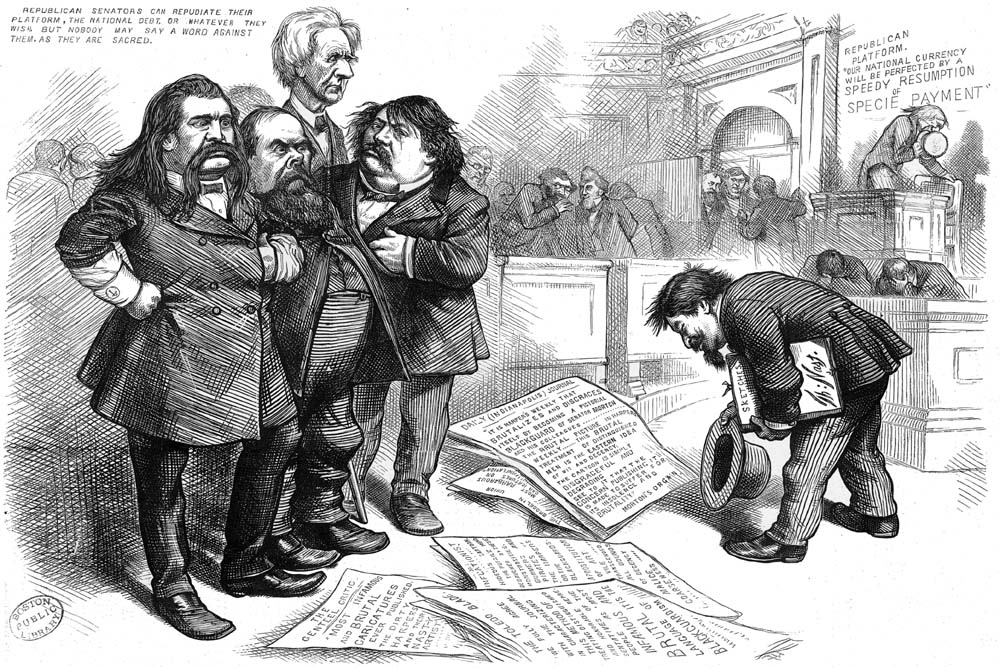
トーマス・ナストはスケッチにより恩赦を求めた